# Генерация электроэнергии

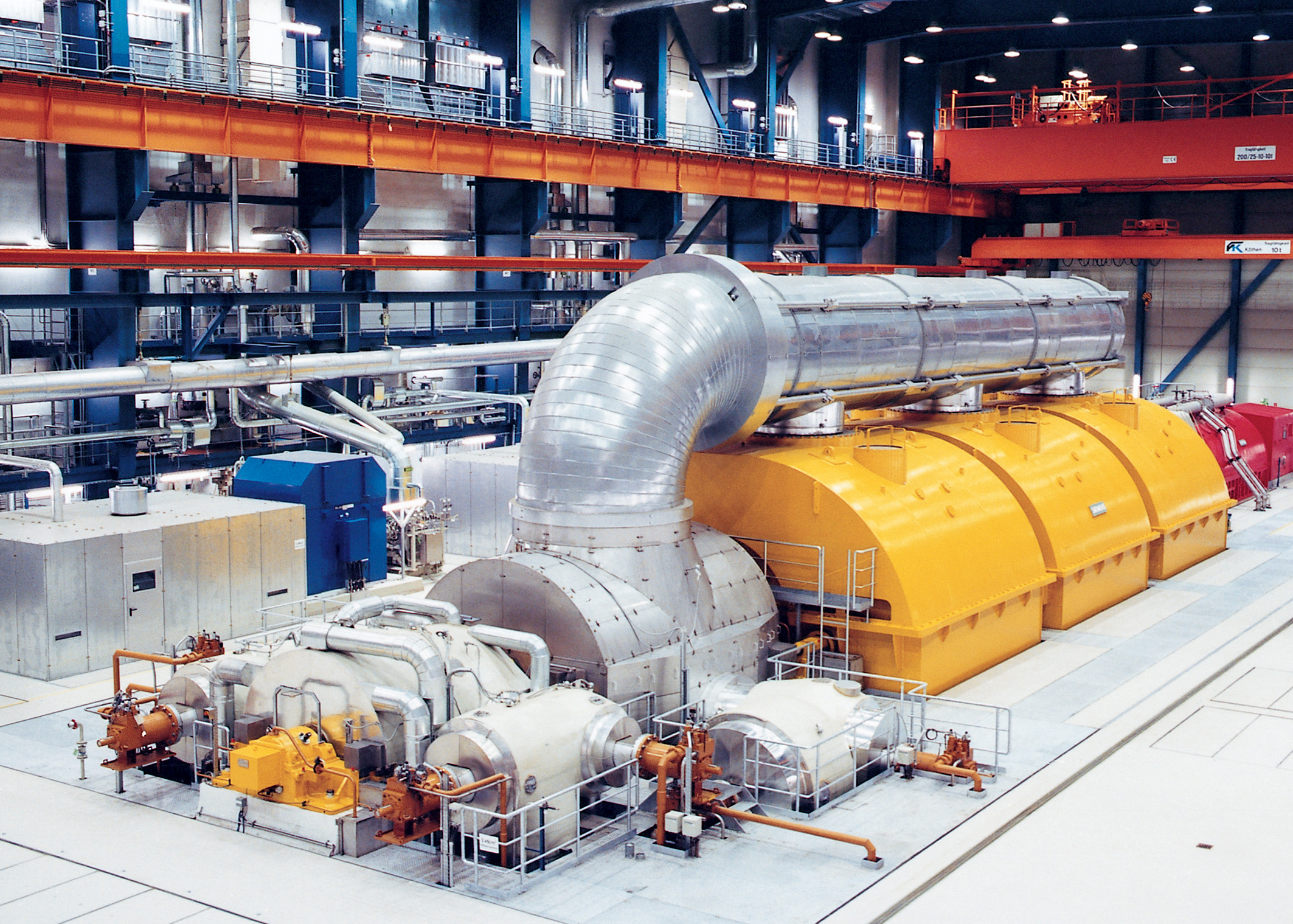
Турбогенератор

Генерация электричества — процесс получения электроэнергии из источников первичной энергии. Особенностью электричества является то, что оно не является первичной энергией, свободно присутствующей в природе в значительных количествах, и её необходимо производить. 
За исключением солнечной энергетики, производство электричества происходит, как правило, с помощью генераторов на промышленных предприятиях, которые называются электростанциями.
В электроэнергетике генерация электроэнергии является первым этапом доставки электроэнергии конечным пользователям, другие этапы — передача, распределение, накопление и восстановление энергии на гидроаккумулирующих электростанциях.

## История
Основной принцип выработки электроэнергии был открыт в 1820-х и начале 1830-х годов британским ученым Майклом Фарадеем. Его метод, который используется и сегодня, заключается в том, что в замкнутом проводящем контуре при движении этого контура между полюсами магнита возникает электрический ток.
С развитием техники экономически выгодной стала следующая схема производства электричества.  Электрические генераторы, установленные на электростанции, централизованно вырабатывают электрическую энергию в виде переменного тока. С помощью силовых трансформаторов электрическое напряжение вырабатываемого переменного тока повышается, что позволяет передавать его по проводам с низкими потерями. На месте потребления электрической энергии напряжение переменного тока снижается с помощью понижающих трансформаторов и передаётся потребителям. Электрификация наряду с  бессемеровским способом выплавки стали стала основой Второй промышленной революции. Основные изобретения, сделавшие электричество общедоступным и незаменимым, сделали Томас Алва Эдисон и Никола Тесла.
Производство электроэнергии на центральных электростанциях началось в 1882 году, когда на станции Пёрл-стрит в Нью-Йорке паровой двигатель приводил в движение динамо-машину, которая производила постоянный ток для освещения Пёрл-стрит. Новая технология была быстро внедрена во многих городах по всему миру, которые перевели осветительные фонари на электрическую энергию. Вскоре после этого электрические лампы стали широко использоваться в общественных зданиях, на предприятиях и для питания общественного транспорта (трамваев и поездов). С тех пор производство электрической энергии в мире постоянно возрастает.

## Способы выработки электроэнергии

Схема производства и передачи электричества. Системы генерации отмечены красным цветом

Основным способом производства электрической энергии является её выработка электрическим генератором, находящимся на одной оси с турбиной и преобразующим кинетическую энергию вращения турбины в электричество. В зависимости от вида рабочего агрегата, вращающего турбину, электростанции делятся на гидравлические и тепловые (включая ядерные).

### Гидроэнергетика

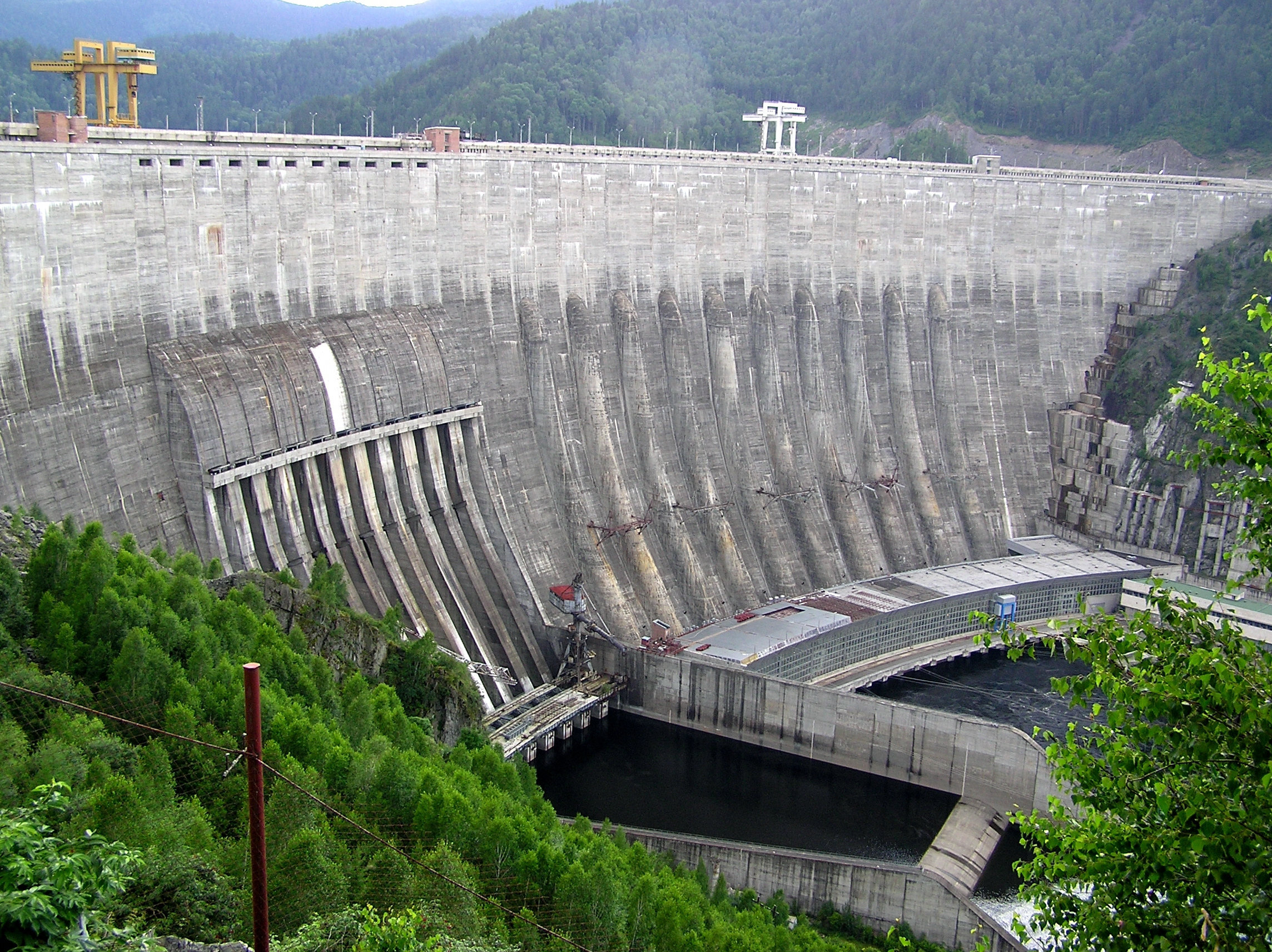
Саяно-Шушенская ГЭС, самая крупная гидроэлектростанция России

Гидроэнергетика — отрасль производства электроэнергии от возобновляемого источника, использующая для производства электроэнергии кинетическую энергию водного потока. Предприятиями по производству энергии в этой области являются гидроэлектростанции (ГЭС), которые строят на реках.
При строительстве гидроэлектростанции с помощью плотин на реках искусственно создаётся перепад уровней водной поверхности (верхний и нижний бьеф). Вода под действием силы тяжести переливается из верхнего бьефа в нижний, специальными водоводами, в которых расположены водные турбины, лопасти которых раскручиваются водяным потоком. Турбина  вращает соосный ротор электрогенератора.  

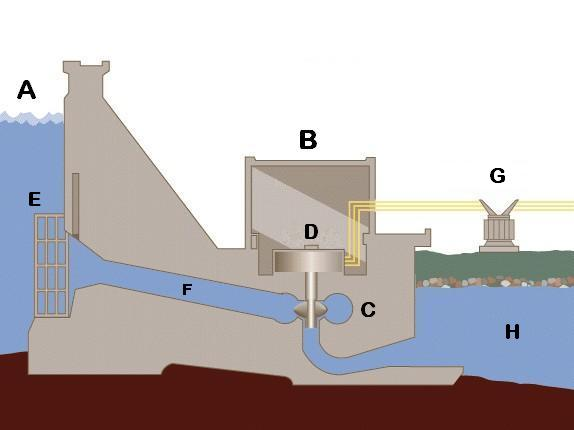
Конструктивные особенности гидроэлектростанции: A — водохранилище, B — машинный зал здания ГЭС, C — гидравлическая турбина, D — электрогенератор, E — водоприемник, F — напорный водовод, G — линия электропередачи, H — русло реки

Особой разновидностью ГЭС является гидроаккумулирующие  электрические станции (ГАЭС). Их нельзя считать генерирующими мощностями в чистом виде, так как они потребляют практически столько же электроэнергии, сколько вырабатывают, однако такие станции очень эффективно справляются с разгрузкой сети в пиковые часы.

### Тепловая электроэнергетика

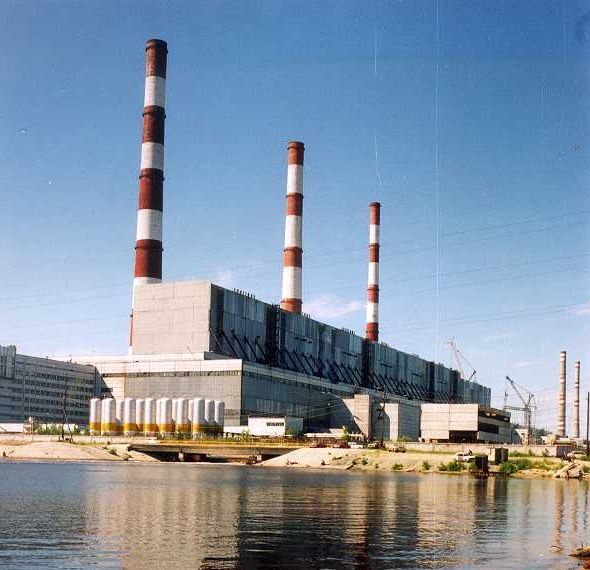
Сургутская ГРЭС-2, самая крупная тепловая электростанция в России

Предприятиями тепловой электроэнергетики являются тепловые электростанции (ТЭС), на которых в электрическую энергию превращается тепловая энергия сгорания органического топлива. Тепловые электростанции бывают двух основных видов:
Конденсационные (КЭС, для которых в прошлом использовалась аббревиатура ГРЭС — государственная районная электростанция). Конденсационной называют тепловую электростанцию, которая предназначена исключительно для производства электрической энергии. На КЭС тепло, которое было получено при сжигании топлива, нагревает воду в парогенераторах, и образовавшийся перегретый водяной пар подается в паровую турбину, на одной оси с которой находится электрический генератор. В турбине внутренняя энергия пара превращается в механическую энергию, которая в электрическом генераторе создаёт электрический ток, подаваемый в электрическую сеть. Отработанный пар отводится в конденсатор. Оттуда сконденсировавшаяся вода перекачивается насосами обратно в парогенератор.
Теплофикационные (теплоэлектроцентрали, ТЭЦ). Теплофикационной называется тепловая электростанция, в которой часть тепловой энергии направляется на выработку электрической энергии, а часть поступает для обогрева окрестных жилых районов. Комбинированная выработка тепла и электрической энергии на ТЭЦ значительно повышает эффективность использования топлива по сравнению с раздельной выработкой электроэнергии на конденсационных электростанциях, а тепла для обогрева — в домашних котельных установках
Технологические схемы КЭС и ТЭЦ похожи. Принципиальное отличие ТЭЦ от КЭС состоит в том, что часть образовавшегося в котле пара идёт на нужды теплоснабжения.

### Ядерная энергетика

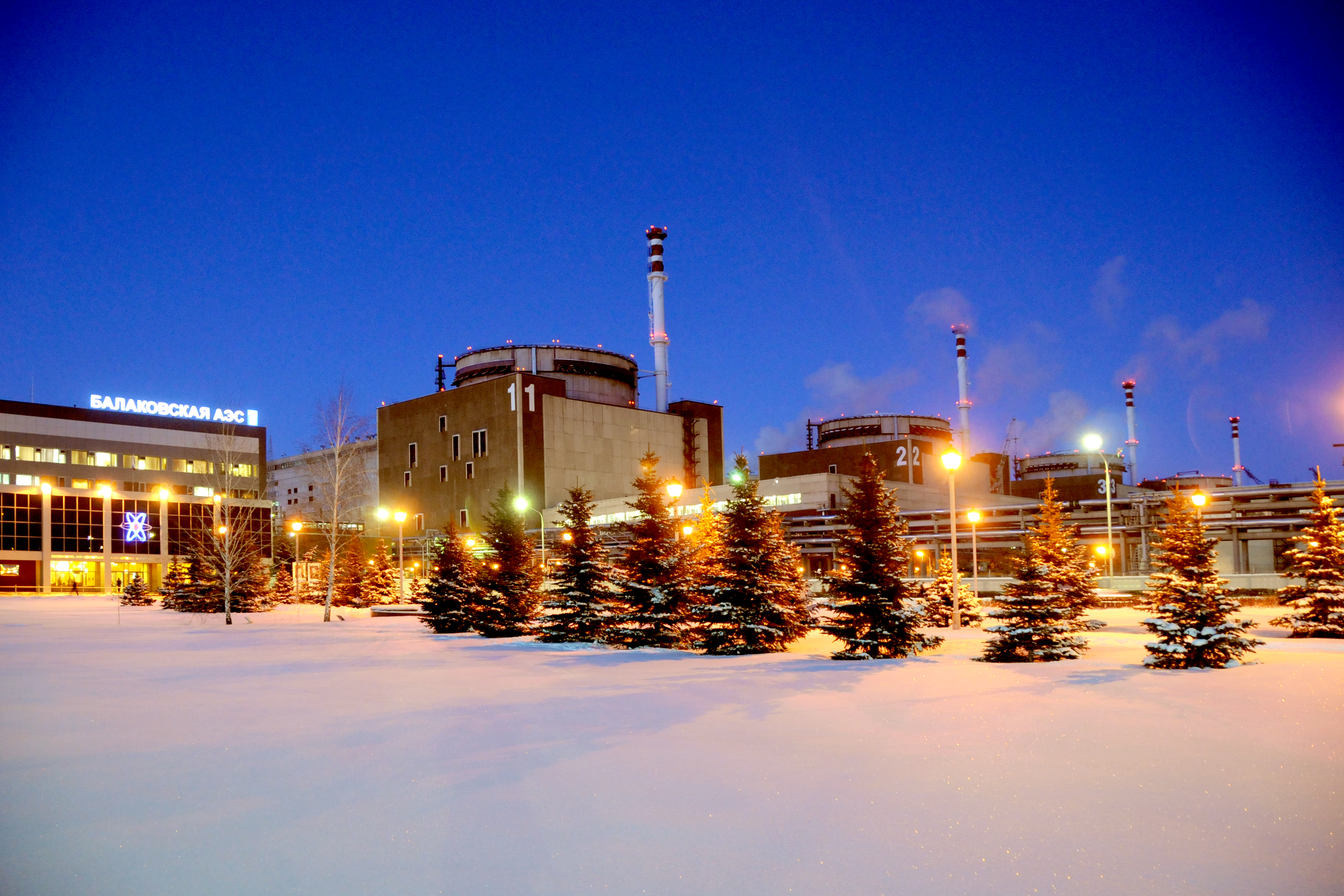
Балаковская АЭС, самая крупная ядерная электростанция России

В ядерной энергетике для производства энергии и тепла используется ядерная энергия. Предприятиями ядерной энергетики являются атомные электростанции (АЭС). Принцип выработки электроэнергии на АЭС то же, что и на ТЭС. Только в данном случае тепловая энергия выделяется не при сжигании органического топлива, а в результате ядерной реакции в ядерном реакторе. Дальнейшая схема производства электроэнергии ничем принципиально не отличается от ТЭС: парогенератор получает тепло от реактора и вырабатывает пар, тот поступает в паровую турбину и т. д. Из-за некоторых конструктивных особенностей АЭС их рентабельно использовать только для производства электричества, хотя отдельные эксперименты в области атомной теплофикации проводились.

Схема работы ядерной электростанции

### Возобновляемая энергетика

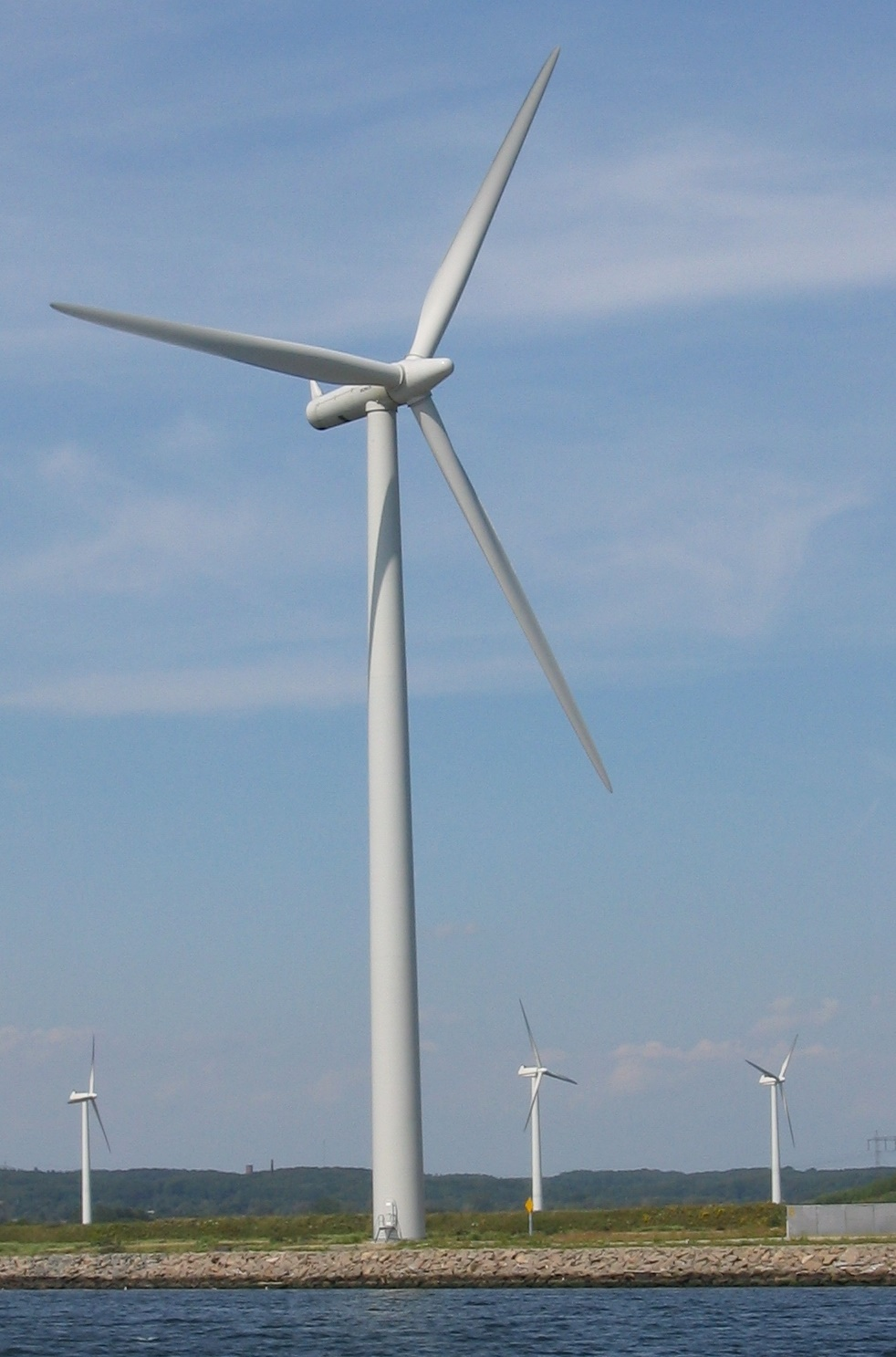
Ветровые турбины обычно обеспечивают выработку электроэнергии в сочетании с другими методами производства электроэнергии.

К альтернативной электроэнергетике относятся способы генерирования электроэнергии с помощью возобновляемых истоников энергии (ВИЭ), которые имеют ряд преимуществ по сравнению с «традиционными» (упомянутыми выше). Основными видами возобновляемой энергетики являются:
Ветроэнергетика — использование кинетической энергии ветра для получения электроэнергии. Согласно закону Беца КПД ветряной турбины не может быть больше, чем 59,3 %.
Солнечная энергетика (гелиоэнергетика) — получение электрической энергии из энергии солнечных лучей посредством  фотоэлектрического эффекта. Солнечные батареи преобразуют солнечный свет непосредственно в электричество. Несмотря на то, что солнечный свет бесплатен и имеется в изобилии, крупномасштабное производство электроэнергии на солнечных электростанциях, обходится дороже, чем производство электроэнергии с помощью электрических генераторов. Это связано с высокой стоимостью солнечных батарей, которая, однако, постоянно снижается. В настоящее время коммерчески доступны батареи с КПД преобразования почти 30%. В экспериментальных системах была продемонстрирована эффективность более 40%. До недавнего времени фотоэлектрические устройства чаще всего использовались на космических орбитальных станциях, в малонаселенных местах, где нет доступа к коммерческой электросети, или в качестве дополнительного источника электроэнергии для отдельных домов и предприятий. Последние достижения в области эффективности производства и фотоэлектрических технологий в сочетании с субсидиями, обусловленными экологическими проблемами, значительно ускорили развертывание солнечных панелей. Установленная мощность растет на 40% в год благодаря росту производства электроэнергии в Марокко, Германии, Китае, Японии и США.  
Общими недостатками ветро- и гелиоэнергетики является необходимость создания аккумулирующих мощностей для функционирования в ночное (для гелиоэнергетики) или безветренное (для ветроэнергетики) время.
Геотермальная энергетика — промышленное получение энергии, в частности электроэнергии, из горячих источников, термальных подземных вод. По сути, геотермальные станции являются обычными ТЭС, на которых источником тепла для нагрева пара вместо котла или ядерного реактора используются подземные источники тепла из недр Земли. Недостатком таких станций является географическая ограниченность их применения: геотермальные станции рентабельно строить только в регионах тектонической активности, то есть, там, где эти природные источники тепла являются самыми доступными.
Водородная энергетика — использование водорода в качестве энергетического топлива имеет большие перспективы: водород имеет очень высокий КПД сгорания, его ресурс практически не ограничен, сжигание водорода является абсолютно экологически чистым (продуктом сгорания в атмосфере кислорода является дистиллированная вода). Однако в полной мере удовлетворить потребности человечества водородная энергетика пока не может из-за дороговизны производства чистого водорода и технических проблем его транспортировки в больших количествах.
Стоит также отметить такие альтернативные виды гидроэнергетики: приливную и волновую энергетику. В этих случаях для производства электрической энергии используется естественная кинетическая энергия морских приливов и ветровых волн соответственно. Распространению этих видов электроэнергетики мешает необходимость совпадения очень многих факторов при проектировании электростанции: необходимо такое побережье, на котором приливы (и волнение моря соответственно) были бы достаточно сильными и устойчивыми.

### Электрохимия
Электрохимическая выработка энергии происходит в процессе прямого преобразования энергии химических связей в электричество, как, например, в батарее. Электрохимическое производство электроэнергии важно в портативных и мобильных приложениях. В настоящее время большая часть электрохимической энергии поступает от батарей.  Первичные элементы, такие как обычные цинк-углеродные батареи, действуют непосредственно в качестве источников энергии  в то время, как вторичные элементы (аккумуляторные батареи) используются для хранения электроэнергии, а не для её выработки. Открытые электрохимические системы, известные как топливные элементы, могут использоваться для извлечения энергии из природного или синтетического топлива.
В местах, где много соленой и пресной воды возможно создание осмотических электростанций.

## Экономика производства электроэнергии

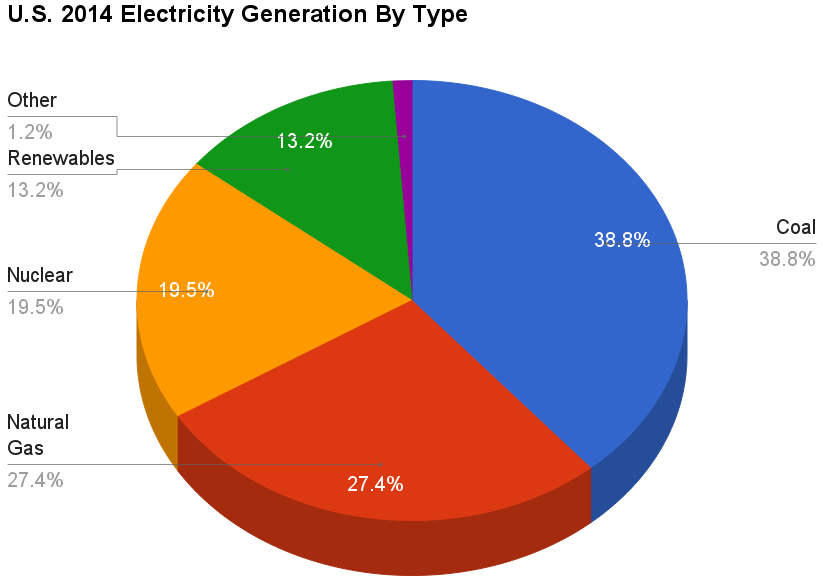
США 2014 Производство электроэнергии по типам.

Строительство объектов электроэнергетики очень затратно, срок их окупаемости велик. Экономическая эффективность того или иного способа производства электроэнергии зависит от многих параметров, в первую очередь, от спроса на электроэнергию и от региона. В зависимости от соотношения этих параметров варьируются и отпускные цены на электроэнергию, например, цена электроэнергии в Венесуэле составляет 3 цента за кВтч, а в Дании — 40 центов за кВтч.
Выбор типа электростанции также основывается в первую очередь на учёте местных потребностей в электроэнергии и колебаниях спроса. Кроме того, все электрические сети имеют различные нагрузки, но электростанции, которые подключены к сети и работают непрерывно должны обеспечить базовую нагрузку — дневной минимум потребления. Базовую нагрузку могут обеспечить только крупные тепловые и атомные электростанции, мощность которых можно в определённых пределах регулировать. В гидроэлектростанциях возможность регулирования мощности значительно меньше. .
Тепловые электростанции предпочтительно строить в районах с высокой плотностью промышленных потребителей. Отрицательное влияние загрязнения местности отходами может быть сведено к минимуму, поскольку электростанции обычно располагаются вдали от жилых районов. Существенным для теплоэлектростанции является вид сжигаемого топлива. Обычно самым дешёвым топливом для тепловых электростанций является уголь. Но если цена природного газа опускается ниже определённого предела, его использование для выработки электроэнергии становится более предпочтительным чем выработка электроэнергии путем сжигания угля.
Главным достоинством атомных электростанций является большая мощность каждого энергетического блока при относительно небольших размерах и высокая экологичность при чётком соблюдении всех правил работы. Однако потенциальные опасности от сбоя атомных станций очень велики.
Гидроэлектростанции строятся, как правило, в отдалённых районах и являются чрезвычайно экологичными, но их мощность сильно меняется в зависимости от времени года, и они не могут регулировать выдаваемую в электрическую сеть мощность в широких пределах.
Стоимость выработки электроэнергии из возобновляемых источников (за исключением гидроэнергии) в последнее время значительно упала. Стоимость электроэнергии, добываемой из солнечной энергии, энергии ветра, энергии приливов во многих случаях уже сопоставима со стоимостью электроэнергии, добываемой на тепловых электростанциях. С учётом государственных субсидий строительство электростанций работающих с возобновляемыми источниками экономически целесообразно. Однако главный недостаток подобных электростанций — непостоянный характер их работы и невозможность регулировать их мощность.
В 2018 году производство электроэнергии на ветровых электростанциях, расположенных в море, стало дешевле производства электроэнергии на атомных электростанциях.

## Экологические проблемы
Различия между странами, производящими электроэнергию, влияют на озабоченность состоянием окружающей среды. Во Франции только 10% электроэнергии вырабатывается из ископаемого топлива, в США этот показатель доходит до 70%, а в Китае — до 80%.  Экологичность производства электричества зависит от типа электростанции. Большинство учёных сходятся во мнении, что выбросы загрязняющих веществ и парниковых газов от производства электроэнергии на основе ископаемого топлива составляют значительную часть мировых выбросов парниковых газов; в Соединённых Штатах на выработку электроэнергии приходится почти 40% выбросов, самый большой из всех источников. Транспортные выбросы сильно отстают, обеспечивая около трети производства диоксида углерода в США.  В Соединённых Штатах сжигание ископаемого топлива для выработки электроэнергии является причиной 65% всех выбросов диоксида серы, основного компонента кислотных дождей.  Производство электроэнергии является четвёртым по величине комбинированным источником NOx, окиси углерода и твердых частиц в США.  В июле 2011 года парламент Великобритании констатировал, что при выработке одного киловатт-часа «выбросы (двуокиси углерода) в ядерной энергетике примерно в три раза ниже, чем на солнечных электростанциях, в четыре раза ниже, чем при сжигании обогащенного угля, и в 36 раз ниже, чем при сжигании обычного угля».